# Szafran (wojsko)
Szafran – polski mobilny system wspomagania dowodzenia na szczeblu korpusu, dywizji, brygady i batalionu wojsk lądowych. Opracowany i produkowany przez PIT-Radwar.

## Charakterystyka

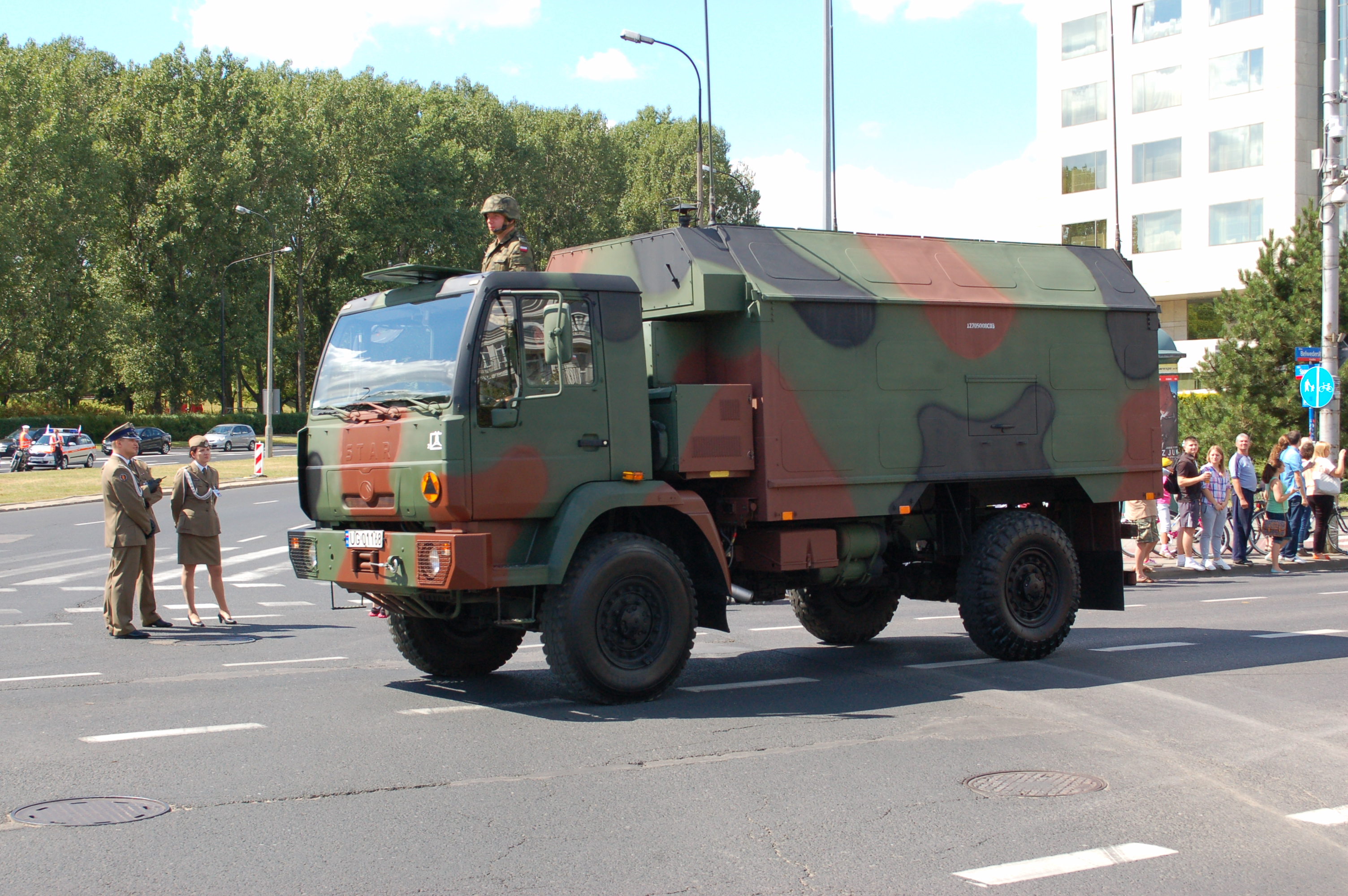
Wóz dowodzenia z systemem Szafran. (Łowcza-3KS)

Początki prac na systemem to koniec XX w., od tego czasu jest modernizowany. Opracowany do wspomagania pracy sztabu, zapewnia monitorowanie bieżącej sytuacji operacyjno-taktycznej. Współdziała z zautomatyzowanymi systemami dowodzenia, rozpoznania i kierowania ogniem różnych rodzajów sił zbrojnych RP i NATO. Jest złożony z wozów dowodzenia odpowiednich szczebli i dedykowanego im oprogramowania. Pracuje w oparciu o lokalne sieci łączności, rozwijane na stanowiskach dowodzenia wymienionych szczebli i połączone kanałami wydzielonymi z systemu łączności związku taktycznego. Przedstawia bieżącą sytuację taktyczną; pozycje wojsk własnych, sojuszniczych i nieprzyjaciela za pomocą standardowych w NATO znaków taktycznych z wykorzystaniem grafiki operacyjnej do wyświetlania map i prowadzenia analiz.
W 2005 system został zaimplementowany do kołowego wozu dowodzenia Łowcza-3K, w którym dodano czwarte stanowisko operatorskie, niezbędne do pracy w systemie wspomagania dowodzenia wojsk lądowych. Wóz w tej wersji nosi nazwę Łowcza-3KS.

### Możliwości funkcjonalne
- monitorowanie bieżącej sytuacji operacyjno-taktycznej i jej zobrazowanie na tle mapy cyfrowej,
- analiza terenu w oparciu o mapy cyfrowe i numeryczny model terenu,
- sporządzanie, zarządzanie i wymiana dokumentów sztabowych w postaci graficznej i tekstowej,
- sporządzanie planów/modelowanie zamiaru operacji (warianty działań),
- obliczanie stosunków sił,
- opracowywanie i wymiana wiadomości sformatowanych (ADatP-3)[4].

### Zobrazowanie sytuacji operacyjno-taktycznej
- tworzenie i prezentacja sytuacji operacyjno-taktycznej z wykorzystaniem znaków i symboli zgodnych ze standardem APP-6A[5],
- sterowanie zobrazowaniem sytuacji poprzez możliwość wyświetlania map o różnej skali, aktywację i ukrywanie warstw graficznych, na których odwzorowane są poszczególne fazy operacji,
- opracowanie uzupełniających graficznych dokumentów sztabowych,
- łatwa lokalizacja na mapie obiektów geograficznych za pomocą skorowidza nazw geograficznych[4].

### Analiza terenu
- określanie zakresu widoczności wzrokowej,
- wykreślanie stref zalewowych,
- wykreślanie rzeźby terenu,
- wykreślanie przekrojów/profili terenu,
- wyznaczanie azymutów,
- wyznaczanie odległości pomiędzy punktami[4].

### Cechy użytkowe
- korzystanie z systemu łączności związku taktycznego,
- integracja z systemami wspomagania dowodzenia i kierowania środkami walki rodzajów sił zbrojnych,
- interoperacyjność z systemami wspomagania dowodzenia krajów NATO,
- możliwość rozszerzania infrastruktury sprzętowej i programowej,
- zastosowanie nowoczesnych technologii informacyjnych,
- zastosowanie COTS w zakresie sprzętu i oprogramowania,
- standardowe protokoły komunikacyjne,
- standardowe systemy operacyjne (MS Windows, Solaris),
- pakiet biurowy MS Office,
- serwer bazy danych oparty na IBM (Informix Dynamic Server),
- temperatura pracy głównych elementów systemu od -30°C do +55°C,
- temperatura przechowywania od -30°C do +65°C,
- praca w trudnych warunkach atmosferycznych (deszcz, śnieg, pył),
- możliwość pracy w warunkach użycia broni masowego rażenia,
- praca na postoju (i w ruchu niektórych komponentów systemu)[4]

### System posiada możliwość wymiany w czasie rzeczywistym
- Jednostek własnych, przeciwnika, organizacji cywilnych i paramilitarnych, także nowopowstających (w trakcie symulacji),
- Struktur wojsk oraz ich zmiany (w trakcie symulacji),
- Położenia wojsk i innych organizacji na mapie oraz zmiany (w trakcie symulacji),
- Pełnego stanu logistycznego jednostek oraz innych organizacji oraz zmiany (w trakcie symulacji)[7].

## W praktyce
Po raz pierwszy testowe elementy systemu wykorzystano w ćwiczeniach w 2001, a w 2004 pierwsze kompletne prototypy systemu trafiły do 12 Dywizji Zmechanizowanej. W 2010 system był na wyposażeniu m.in. 12 Dywizji Zmechanizowanej, 11 Dywizji Kawalerii Pancernej, 1 Dywizji Zmechanizowanej i 16 Dywizji Zmechanizowanej. 
W 2012 podczas ćwiczeń dowódczo sztabowych 12 DZ na poligonie w Drawsku Pomorskim o kryptonimie Rosomak-12, wykorzystano system do szkolenia się z logistyki działań bojowych w trudnym terenie. Ćwiczący dowódcy i sztabowcy, mogli kierować dużymi siłami bez udziału realnego wojska, a jedynym sprzętem jaki rozmieszczono na poligonie były wozy dowódczo-sztabowe. 
W listopadzie 2015 podczas ćwiczeń Compact Eagle 2015, podstawowym systemem wsparcia ćwiczonego dowodzenia siłami NATO była zmodernizowana wersja systemu, współdziałająca z natowskim systemem symulacyjnym JTLS. Wziął w nich udział przede wszystkim Wielonarodowy Korpus Północ-Wschód, który dowodził w scenariuszu operacyjnym siłami NATO, podczas symulowanej operacji realizowanej w oparciu o zobowiązania Artykułu V Paktu Północnoatlantyckiego. 
W czasie ćwiczeń Anakonda 18, został rozwinięty w strukturach dowódczo-sztabowych Wielonarodowego Korpusu Północ-Wschód (WKPW). Dało to  dowódcom możliwość sprawdzenia systemu w rzeczywistych warunkach dowodzenia Korpusem.

## Modernizacja
W 2020 Siły Zbrojne RP poinformowały, o planowanej modernizacji systemu dowodzenia w najbliższych latach. Ma zostać przystosowany do współpracy z nowoczesnymi rozwiązaniami używanymi w NATO. Modernizacja systemu ma obejmować nie tylko jego teleinformatyczną część, lecz również pojazdy, na których system jest instalowany.